# Berosini
Berosini (лат.) — триба жуков водолюбов из подсемейства Hydrophilinae.

## Описание
Надкрылья в крупной пунктировке, с поперечными точечными бороздками.
Водолюбы мелкого и среднего размера, овальной формы, выпуклые. Длина тела как правило менее 5 мм. Булавовидные усики состоят из 7 или 8 антенномеров. Лапки 5-члениковые (передние лапки 4-члениковые у большинства самцов Berosus). Усики равны 1/2 или 2/3 (Berosus, Hemiosus) от ширины головы. Максиллярные щупики равны 1/2 или 3/4 (Berosus, Hemiosus) от ширины головы. Скутеллюм длиннее ширины. Простернум короткий. Средние и задние голени и лапки с бахромой из длинных плавательных щетинок.

## Список родов
- Allocotocerus
- Aschnaia
- Berosus
- Derallus
- Hemiosus
- Regimbartia